# Phong trào Khôi phục Mười điều răn của Chúa
Phong trào Khôi phục Mười điều răn của Chúa (Movement for the Restoration of the Ten Commandments of God) là một phong trào tôn giáo mới được thành lập do Credonia Mwerinde và Joseph Kibweteere ở phía tây nam Uganda. Phong trào được thành lập vào năm 1989 sau khi Mwerinde và Kibweteere tuyên bố rằng họ đã nhìn thấy Đức Mẹ hiện ra năm 1984 trong hình ảnh của Đức Trinh Nữ Maria. Năm nhà lãnh đạo chính của Phong trào tôn giáo này là Joseph Kibweteere, Joseph Kasapurari, John Kamagara, Dominic Kataribabo và Credonia Mwerinde. Đầu năm 2000, những tín nhân theo phong trào tôn giáo đã bị chết trong một vụ hỏa hoạn và một loạt vụ đầu độc và giết người hàng loạt mà ban đầu được coi là một vụ tự sát tập thể. Sau đó, các thủ lĩnh của nhóm xác định đây là một vụ giết người hàng loạt sau khi những dự đoán của họ về ngày tận thế không thành hiện thực. Khi đưa tin về sự kiện đó, BBC News và The New York Times gọi Phong trào này là một giáo phái Ngày tận thế. Đây là một trong những vụ giết người bi thảm nhất liên quan đến dị giáo phái trong lịch sử nhân loại.

## Giáo lý
Đây là một phong trào ly khai từ Giáo hội Công giáo La Mã và được thành lập vào cuối những năm 1980 đầu năm 1990 ở Uganda một nước châu Phi Từ một nhóm linh mục công giáo bị vạ tuyệt thông (khai trừ) lập ra giáo phái này. Đây là một tổ chức Kitô giáo tuân thủ Mười điều răn và lời của chúa Jesus. Giáo lý xoay quanh việc tuân thủ nghiêm ngặt Mười điều răn như một biện pháp để tránh sự nguyền rủa trong ngày tận thế. Các giáo lý có đôi phần kỳ lạ như nhịn ăn hằng tuần (Họ thường xuyên nhịn ăn, vào thứ Hai và thứ Sáu chỉ ăn một bữa ăn), hay họ nghiêm cấm cả xà phòng và tình dục khi quan hệ tình dục bị cấm tiệt. Họ chú trọng tuân thủ mười điều răn nên ít nói chuyện, vào một số ngày chỉ trao đổi với nhau bằng ngôn ngữ ký hiệu. Giáo phái này có mục tiêu phụng sự cộng đồng, như lập ra các trường học. Giáo phái bắt đầu suy tàn sau khi thế giới không kết thúc vào đầu thiên niên kỷ mới như các nhà lãnh đạo dự đoán, dẫn đến một vụ giết người hàng loạt, bao gồm đầu độc, tấn công bằng dao và một vụ phóng hỏa nhà thờ khiến tổng cộng gần 500 người thiệt mạng.

## Vụ án mạng
Năm 2000, chính quyền Uganda bất ngờ phát hiện hố chôn tập thể tại một ngôi làng Kanungu ở miền tây đất nước Uganda. Trong tổng số 153 thi thể được tìm thấy, có khoảng 59 trường hợp là trẻ em, bị siết cổ hoặc chết ngạt. Giống nhiều giáo phái khác, Phong trào khôi phục Mười điều răn bị ám ảnh với ngày tận thế mà họ cho rằng sẽ xảy ra vào ngày 31 tháng 12 năm 1999. Ngày đó đến mà không có chuyện gì xảy ra nên họ lại đoán ngày tận thế sẽ diễn ra vào 17 tháng 3 năm 2000. Hôm ấy, đông đảo thành viên giáo phái tập trung tại một nhà thờ với cửa chính, cửa sổ đóng chặt bằng ván. Lửa bùng lên và sau đó, trong đống tro tàn người ta tìm thấy 924 thi thể. Khám nghiệm tử thi cho thấy hầu hết thành viên giáo phái bị đầu độc trước khi nhà thờ bốc cháy. 
Sau khi phỏng vấn và điều tra, cảnh sát Uganda không cho đây là vụ tự tử mà là vụ giết người hàng loạt do lãnh đạo giáo phái thực hiện. Họ tin rằng, việc tiên tri sai về ngày tận thế dẫn tới sự nổi loạn về cấp bậc trong giáo phái và các lãnh đạo đặt ra ngày mới với kế hoạch tiêu diệt các tín đồ, báo Mỹ New York Times đưa tin ngày 26 tháng 3 năm 2000. Thực tế cửa nhà thờ bị đóng chặt bằng ván và đinh, sự hiện diện của chất gây cháy và sự biến mất của các lãnh đạo giáo phái ủng hộ giả thiết của cảnh sát. Ngoài ra, các nhân chứng nói rằng, lãnh đạo giáo phái chưa bao giờ nói đến chuyện tự tử tập thể khi chuẩn bị cho các tín đồ đón ngày tận thế. Một tín đồ sống sót kể rằng, khi rời giáo phái, ông đã gặp một thành viên ngoan đạo cầm búa và đinh, người ta tin rằng, thành viên đó chính là người đóng đinh vào các cửa sổ để ngăn các tín đồ thoát thân trong vụ cháy. 
Tổng thống Uganda lúc đó là Yoweri Museveni gọi sự kiện đẫm máu đó là “vụ giết người hàng loạt do các linh mục hám tiền thực hiện”. Phó tổng thống Speciosa Wandira Kazibwe nhận định: “Đây là vụ giết người hàng loạt nhẫn tâm, được dàn xếp kỹ càng do một mạng lưới tội phạm độc ác, nham hiểm giả danh người theo tôn giáo thực hiện”. Ban đầu người ta tin rằng, năm lãnh đạo giáo phái chết trong vụ cháy, nhưng sau đó cảnh sát cho rằng, hai người sáng lập Joseph Kibweteere và Credonia Mwerinde có thể vẫn còn sống và phát lệnh truy nã quốc tế để bắt giữ họ. Năm 2014, lực lượng cảnh sát Uganda thông báo, có thông tin rằng hung thủ Kibweteere đang lẩn trốn ở Malawi, đài truyền hình hàng đầu Uganda NTVUganda đưa tin ngày 3 tháng 4 năm 2014 và chiếu lại cảnh những xác người cháy đen trong vụ cháy nhà thờ Kunungu vào ngày 17 tháng 3 năm 2000.